# 문경향교 대성전
문경향교 대성전(聞慶鄕校 大成殿)은 대한민국 경상북도 문경시 문경읍 교촌리, 문경향교에 있는 건축물이다. 1985년 8월 5일 경상북도의 문화재자료 제132호로 지정되었다.

## 개요
향교는 공자와 여러 성현께 제사를 지내고 지방민의 교육과 교화를 위해 나라에서 세운 교육기관이다.
문경향교는 조선 태조 1년(1392) 처음 지은 것으로 보이고, 임진왜란으로 불타 없어진 것을 후 다시 세운 것이다.
뒤로 높아지는 지형에 대지를 3단으로 마련하고 앞쪽에는 교육 공간을, 뒤쪽에는 제사 공간을 배치하였다. 정문격인 외삼문을 통과하여 교육 장소인 명륜당을 지나면 앞면 3칸·옆면 2칸의 대성전이 모습을 드러낸다. 대성전은 공자를 비롯하여 중국과 우리나라 성현의 위패를 모시고 제사를 지내는 곳으로 깔끔하게 단장되어 있다. 지붕은 옆면에서 볼 때 사람 인(人)자 모양인 맞배지붕으로 소박한데 전체적으로 장식적인 요소가 거의 없는 간결한 모습이다.
조선시대에는 나라에서 토지와 노비·책 등을 지원받아 학생을 가르쳤으나, 지금은 교육 기능은 없어지고 제사 기능만 남아 있다.

## 참고 자료
- 문경향교대성전 - 국가유산청 국가유산포털